# Скрантон (Арканзас)
Скрантон (енгл. Scranton) град је у америчкој савезној држави Арканзас.

## Демографија
По попису из 2010. године број становника је 224, што је 2 (0,9%) становника више него 2000. године.
| Група             | 2000.       | 2010.       |
| Белци             | 216 (97,3%) | 215 (96,0%) |
| Афроамериканци    | 2 (0,9%)    | 0 (0,0%)    |
| Азијати           | 0 (0,0%)    | 2 (0,9%)    |
| Хиспаноамериканци | 0 (0,0%)    | 0 (0,0%)    |
| Укупно            | 222         | 224         |